# 卡罗琳·弗林特
卡罗琳·路易丝·弗林特（英語：Caroline Louise Flint；1961年9月20日—）是一位英国政治人物，工党党员。现任英国下议院唐河谷选区议员。2005-2009年间在英国政府任职，先后任卫生部、社区和地方政府部、外交部副大臣。后因不满首相戈登·布朗的领导风格而辞职。
2010年工党下野，弗林特赢得影子内阁选举，被党领袖爱德·米利班德委任为影子社区和地方政府大臣，后任影子能源和气候变化大臣，2015年杰里米·科尔宾上台后回归后座。